# Semmelweis Egyetem Gyermekgyógyászati Klinika Tűzoltó Utcai Részleg
A Semmelweis Egyetem Gyermekgyógyászati Klinika Tűzoltó utcai részlege (közismert nevén a Tűzoltó utcai gyermekklinika vagy Tűzoltó utcai gyermekkórház, a korábbi II. Sz. Gyermekgyógyászati Klinika)  egy gyermekgyógyászatra és annak oktatására specializálódott klinika Budapest IX. kerületében, a Tűzoltó utcában. Az intézményt 1885-ben alapították. Főbejárata ma már az Angyal utcáról nyílik.

## Története
Az intézmény jogelődjét dr. Szalárdi Mór vezetésével Fehér Kereszt Gyermekkórház néven, 1885-ben alapították, azzal a céllal, hogy a szegény sorsú, elesett gyermekeket gyógyítsák. Itt alakult Magyarországon először gyermek-szívgyógyászati-szívsebészeti osztály, vált lehetővé citogenetikai diagnosztikai, gyermekonkológiai és -hematológiai, valamint több gyermekkori anyagcsere-betegség molekuláris genetikai vizsgálata is.

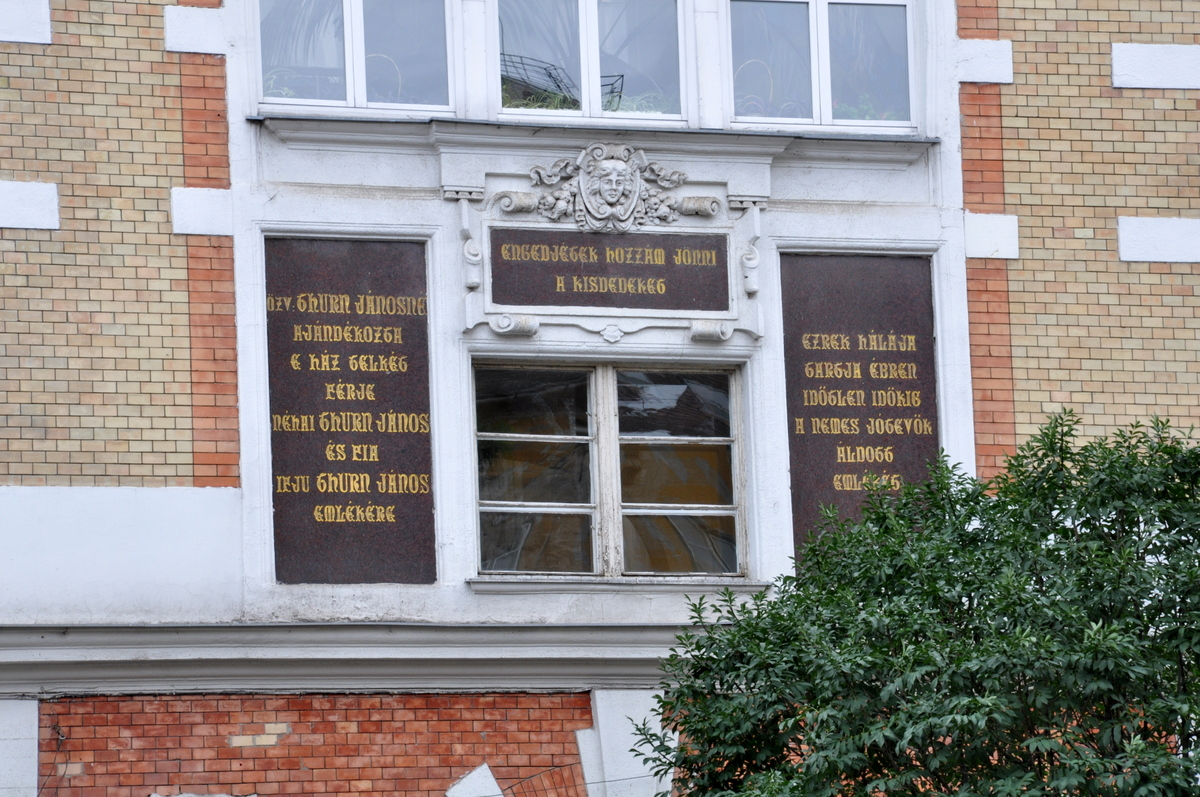
Az egykori főépület telkét adományozó Thurn Jánosné emléktáblája a Tűzoltó utcai főhomlokzaton

A működését tíz osztállyal, ám mindössze egyetlen orvossal és öt nővérrel megkezdő kórház működése első fél évében 323 gyermeket gyógyított meg. Munkájukra már az alapítás évében felfigyelt Tisza Kálmán miniszterelnök, aki október 12-én körrendeletben ajánlotta a kórházat a törvényhatóságok figyelmébe, ami után az rohamos fejlődésnek indult.
A Tűzoltó utcai épületkomplexum két magánszemély épület-, illetve telekfelajánlása révén került a kórházat vezető Fehér Kereszt Egylet tulajdonába. A telken 1896–97-ben épült fel a mai kórház Hauszmann Alajos tervei szerint. Az alapkőletételnél maga Ferenc József is jelen volt, vele pedig több más magas rangú közéleti személyiség is.
Igazgatói posztját az idők során olyan neves orvosok töltötték be, mint Berend Miklós (1908–1919), Petényi Géza (1937–1965), Kerpel-Fronius Ödön (1967–1976) professzorok. Az intézmény Schuler Dezső 1976-tól 1994-ig tartó igazgatósága alatt honosította meg a gyermekkori leukémia korszerű gyógyítását Magyarországon. A kórházat 2009-ig vezető Fekete György professzor munkássága hívta életre a klinikán az első génszintű diagnosztikai központot.
A második világháború után, 1946-tól a Semmelweis Egyetem II. számú Gyermekklinikájaként működött tovább mint állami intézmény. A 2007-es egészségügyi reformok során a kórház súlyponti szerepet kapott, mivel már ekkor is országos központja volt a gyermekkori leukémia- és daganatos betegségek kezelésének, a zsíranyagcsere- és érrendszeri betegségek korai megelőzésének, egyes veleszületett anyagcserezavarok és endokrinológiai (hormonzavarok) kórképek kivizsgálásának és kezelésének, valamint a gyermek-ideggyógyászati kivizsgálásnak és kezelésnek.
Hazánkban nagyjából minden második daganatos és leukémiás beteg gyermeket itt gyógyítanak.
Az intézményt 2009 és 2018 között Szabó András orvosprofesszor, majd 2018 és 2022 között Kovács Gábor egyetemi tanár igazgatta. 2023. január 1-vel a korábbi két önálló klinikát, az I. Sz. és II. Sz. Gyermekgyógyászati Klinikát összevonták és  egységes Gyermekgyógyászati Klinikaként működik tovább. Az I. Sz. Klinika Bókay utcai részleg, a II. Sz. Klinika pedig Tűzoltó utcai részleg néven működik tovább.
Az épületkomplexum a 2000-es évek első két évtizedében különböző állami, céges illetve alapítványi adományokon keresztül kívül-belül (mind az épület, mind az eszközpark) folyamatosan bővülő, megújuló, modern intézmény lett.
A Tűzoltó utcai gyermekklinika hivatalos alapítványa, az Őrzők Alapítvány 1989-ben alakult; célja a klinika rendszeres és folyamatos anyagi támogatása, a súlyos betegségben szenvedő gyermekek kórházi körülményeinek javítása. Tevékenységük nyomán az eltelt több mint húsz év alatt több mint egymilliárd forint értékben kapott új műszereket az intézmény, illetve újították fel az épület egyes részeit.

## Egyéb szakirodalom
- Pestessy József: Józsefvárosi orvosok, kórházak, klinikák, Budapest Józsefvárosi Önkormányzat, Budapest, 2002